# Youri Sedykh
Youri Guéorguiévitch Sedykh (en russe : Юрий Георгиевич Седых ; en ukrainien : Юрій Георгійович Сєдих, Iouri Heorhiïovytch Siedykh), né le 11 juin 1955 à Novotcherkassk et mort le 14 septembre 2021 à Pontoise, est un athlète ukrainien représentant l'URSS, pratiquant le lancer du marteau.
Double champion olympique, en 1976 à Montréal et en 1980 à Moscou, il compte également un titre de champion du monde et trois titres de champion d'Europe.
Il est le détenteur du record du monde du lancer du marteau avec un lancer à 86,74 m établi le 30 août 1986 lors des Championnats d'Europe d'athlétisme 1986 à Stuttgart.

## Biographie

### Carrière sportive
Il a été entraîné pendant sa période active par Vladimir Volovik. 
En 1976, en devenant champion olympique, il prend le relais de son maître Anatoliy Bondarchuk qui obtient la médaille de bronze. Sa grande rapidité dans le plateau lui permet d'utiliser une technique à trois rotations au contraire de celui qui sera son grand rival, Sergueï Litvinov, adepte de quatre rotations, technique largement dominante aujourd'hui.
Il est considéré dans le milieu comme le meilleur lanceur de marteau de l'époque moderne.
Il est à nouveau champion olympique à Moscou en 1980. Le boycott des jeux olympiques de Los Angelès le prive de ceux de 1984 et il n'obtient l'or qu'aux Jeux de l'Amitié de 1984, avec un lancer de plus de 85, m ainsi que l'argent aux Jeux olympiques suivants. Il gagne également trois titres européens et une médaille d'or aux Championnats du monde d'athlétisme 1991 de Tokyo pour terminer sa carrière.
Avec son rival Sergueï Litvinov, ils battent successivement plusieurs records du monde jusqu'aux Championnats d'Europe d'athlétisme 1986 de Stuttgart où Youri Sedykh bat le record du monde en qualifications avec 86,74 m, terminant le concours avec la moyenne de 85,78 m sur six lancers. 
En 2013, Youri Sedykh et son épouse sont élus en même temps au Panthéon de l'athlétisme de l'IAAF.
En 2020, il est accusé de dopage aux stéroïdes par Grigory Rodchenkov. Ce dernier, travaillant alors dans la détection du dopage, explique dans son livre Dopage organisé que les grandes quantités de stanozolol prises par Youri Sedykh déclenchaient une alarme sur la machine de contrôle.
Il meurt d'un AVC le 14 septembre 2021 à l'âge de 66 ans.

### Vie privée
Youri Sedykh  épouse au milieu des années 1980 Lyudmila Kondratyeva, médaille d'or aux Jeux olympiques de 1980 sur l'épreuve du 100 m, mais divorce peu de temps après,. Oksana Kondratyeva, également lanceuse de marteau, est leur fille.
Il est marié pour la deuxième fois avec Natalya Lissovskaïa, lanceuse de poids de l'ex-URSS qui remporte l'or à Rome lors des Championnats du monde d'athlétisme 1987 et aux jeux olympiques de Séoul en 1988 ; elle détient toujours le record du monde de la discipline avec 22,63 m. Ils vivent tous les deux à Paris, en France, où Youri Sedykh enseigne comme professeur de sport au Pôle universitaire Léonard-de-Vinci (PULV) à La Défense. Leur fille Alexia a remporté l'or, sous les couleurs de la France, au lancer de marteau lors des Jeux olympiques de la jeunesse de 2010.

## Palmarès

### Palmarès international
| Date | Compétition           | Lieu      | Résultat | Performance    |
| ---- | --------------------- | --------- | -------- | -------------- |
| 1976 | Jeux olympiques       | Montréal  | 1er      | 77,52 m        |
| 1978 | Championnats d'Europe | Prague    | 1er      | 77,28 m        |
| 1980 | Jeux olympiques       | Moscou    | 1er      | 81,80 m (R.M.) |
| 1982 | Championnats d'Europe | Athènes   | 1er      | 81,66 m        |
| 1983 | Championnats du monde | Helsinki  | 2e       | 80,94 m        |
| 1984 | Jeux de l'Amitié      | Moscou    | 1er      | 85,60 m        |
| 1986 | Championnats d'Europe | Stuttgart | 1er      | 86,74 m (R.M.) |
| 1986 | Goodwill Games        | Moscou    | 1er      | 84,72 m        |
| 1988 | Jeux olympiques       | Séoul     | 2e       | 83,76 m        |
| 1991 | Championnats du monde | Tokyo     | 1er      | 81,70 m        |

## Records
Six records du monde du lancer du marteau battus :
- records du monde avec 80,38 m, 80,64 m et 81,80 m en 1980 ;
- record du monde avec 86,34 m en 1984 ;
- record du monde avec 86,74 m le 30 août 1986 à Stuttgart.

Le précédent record établi en 1978 avec 80,32 m appartenait à Karl-Hans Riehm. 
En 2005 le biélorusse Ivan Tsikhan approche son record d’un centimètre. Mais l’IAAF annule pour dopage le 27 avril 2014 tous ses résultats compris entre le 22 août 2004 et le 21 août 2006. Avec Sergueï Litvinov (86,04 m en 1986), Youri Sedykh reste le seul lanceur à avoir franchi la barre des 86 m (1984, 1986).